# Калиагренска кула
Калиагренската кула (на гръцки: Πύργος Καλιάγρας) е отбранително съоръжение, разположено на полуостров Света гора, Халкидики, Гърция.

## Местоположение
Кулата е разположена в метоха на манастира Кутлумуш, който започва малко извън Карея и се простира до източното крайбрежие, където се намира и арсаната (пристанището) на манастира.

## История
Тази област, в която също има останки от древногръцко селище, е едно от малкото естествени пристанища в източната част на полуостров Атон и вероятно е била използвана като пристанище, което да обслужва района на Карея още през X век.
Съществуването на кула се споменава тук преди 1422 година. На нейно място през второто десетилетие на XVI век е построена съществуващата арсана катисма и кулата.
Кулата е служила за отбрана на арсаната. В нея има параклис „Свети Архангели“.